# 1392 П'єр
1392 П'єр (1392 Pierre) — астероїд головного поясу, відкритий 16 березня 1936 року.
Тіссеранів параметр щодо Юпітера — 3,350.